# Comité européen des superviseurs bancaires
Le Comité européen des superviseurs bancaires, également connu sous le sigle CEBS (pour l'anglais Committee of European Banking Supervisors) était un système financier européen, remplacé depuis le 1er janvier 2011 par l'autorité bancaire européenne.

## Historique
Avant le CEBS, les systèmes de supervision bancaire sont nationaux. À la suite du Plan d'action pour les services financiers de la Commission européenne (1999), l'adoption du processus Lamfalussy (2001), et la mise en œuvre des accords de Bâle II dans l’UE, le Comité européen des superviseurs bancaires est créé en 2004 et réunit 51 autorités nationales européennes.
Le CEBS est à l'origine en 2008 du nouveau reporting réglementaire COREP qui introduit le standard XBRL pour formatter les échanges entre les superviseurs financiers européens. Deux années ont été nécessaires au CEBS pour mettre au point ce nouvel outil financier.
En décembre 2009, le CEBS remet un document dans lequel il évalue que la « défaillance des mécanismes de gouvernance interne » est à l'origine de la crise financière de janvier 2008 à la Société générale. La publication de ce document découle sur l'ouverture d'une consultation qui s'étend jusqu'à mars 2010.
Le 1er janvier 2011, le Comité européen des superviseurs bancaires est remplacé par l'Autorité bancaire européenne.